# 克利爾萊克鎮區 (北達科他州基德縣)
克利爾萊克鎮區（英語：Clear Lake Township）是位於美國北達科他州基德縣的一個鎮區。

## 地方資料
克利爾萊克鎮區的面積為92.06平方千米，當中陸地面積為89.38平方千米，而水域面積為2.68平方千米。根據2020年美國人口普查的數據，當地共有人口29人，而人口密度為每平方千米0.32人。